# Смілка сибірська
Смілка сибірська (Silene sibirica) — вид рослин з родини гвоздикових (Caryophyllaceae); зростає у Європі й Азії.

## Опис
Багаторічна рослина 35–60 см. Чашечка 4–5 мм завдовжки. Пелюстки жовтувато-зелені, з цільними пластинками. Запушення шерстисте. Укорочених пагонів немає. Коробочка зелена, яйцеподібно-конічна, довша за чашечку, відкривається на 6 зубів. Насіння буре, крилате, ниркоподібне, ≈ 1 мм, грані з неглибокими гребенями.

## Поширення
Поширений у Європі (Молдова, Україна, Росія) та в Азії (Казахстан, Сибір, Сіньцзян); інтродукований до Румунії та штату Саскачеван.
В Україні вид зростає на степах, вапнякових схилах — на півдні Лісостепу, півночі Степу, дуже рідко (в Дніпропетровській, Одеській, Миколаївській і Донецькій обл.).